# إبراهيم محمد جناحي
إبراهيم محمد أحمد محمد جناحي (ولد في 26 سبتمبر 1962 في البحرين) مهندس وأكاديمي بحريني.

## النشأة والتعليم
ولد إبراهيم في 26 سبتمبر 1962 في البحرين.
حصل على شهادة دبلوم مشارك في الأجهزة الدقيقة والتحكم بدرجة امتياز من جامعة البحرين في يوليو 1984. ثم حصل على شهادة بكالوريوس هندسة أجهزة دقيقة وتحكم في مجال الطيران بدرجة امتياز من كلية الطيران بأمستردام في هولندا في يوليو 1988. ثم حصل على درجة الماجستير في هندسة الأجهزة الدقيقة والتحكم في نوفمبر 1990 ثم حصل على درجة الدكتوراه في هندسة أجهزة دقيقة وتحكم في ديسمبر 1996 من معهد جامعة مانشستر للعلوم والتكنولوجيا.

## المسيرة المهنية
عمل فني أجهزة دقيقة وتحكم في قسم الصيانة بشركة غاز البحرين الوطنية (بناغاز) من يوليو 1981 إلى أغسطس 1982. ثم انتقل للعمل مهندس أجهزة دقيقة وتحكم في إدارة الهندسة بشركة نفط البحرين (بابكو) في يوليو 1990 حتى أغسطس 1991.
ثم انتقل للعمل ضمن عضو هيئة التدريس في جامعة البحرين من يناير 1992 حتى ديسمبر 1992. ثم رقي إلى أستاذ مساعد بقسم الهندسة الكيميائية في جامعة البحرين من يونيو 1996 إلى ديسمبر 1996. ثم ترقى إلى رئيس قسم الهندسة الكيميائية بكلية الهندسة في جامعة البحرين من يناير 1998 حتى مايو 2002.
عين في منصب الوكيل المساعد للتعليم العام والفني بوزارة التربية والتعليم من أبريل 2002 إلى 28 مايو 2006. ثم رقي إلى وكيل وزارة التربية والتعليم لشئون التعليم والمناهج في 29 مايو 2006 حتى 24 أبريل 2007.
تولى عضوية العديد من مجالس أمناء جامعات وهي:
- عضو مجلس أمناء جامعة البحرين الطبية فرع الجامعة الايرلندية للجراحين بمملكة البحرين.

كما عين عضوا في عدة مجالس تنفيذية في منظمات عربية ودولية وهي:
- عضو بديل بالمجلس التنفيذي للمنظمة الدولية للتربية والثقافة والعلوم (اليونيسكو) لمدة أربع سنوات في باريس.
- عضو لجنة التحكيم الدولية لمنظمة اليونيسكو بغرض تحكيم جائزة الملك حمد بن عيسى آل خليفة في مجال تكنولوجيا المعلومات والاتصالات في التعليم لمدة ست سنوات في باريس.
- عضو المجلس التنفيذي للمنظمة العربية للتربية والثقافة والعلوم (الآسيسكو) في تونس.
- عضو المجلس التنفيذي لمكتب التربية العربي لدول الخليج - الرياض.

كما عين عضوا في عدة لجان وطنية ووزارية وهي:
- عضو مجلس المناقصات.
- عضو المجلس الأعلى للتدريب المهني بوزارة العمل.
- رئيس اللجنة الوطنية لتقويم المؤهلات العلمية بمملكة البحرين.
- عضو لجنة تطوير التعليم والتدريب بمجلس التنمية الاقتصادية.
- رئيس اللجنة العليا للمناهج.
- نائب رئيس لجنة البحرين الوطنية للتربية والعلوم والثقافة.
- نائب رئيس المنتدى الوطني للتعليم للجميع.
- رئيس اللجنة التنفيذية العليا لمشروع جلالة الملك حمد لمدارس المستقبل.
- رئيس لجنة التطبيق الفوري للتوجهات الملكية بتدريس النظام السياسي في المملكة لجميع طلاب التعليم الثانوي.
- رئيس لجنة إعداد منهج التربية الوطنية.
- رئيس لجنة الإشراف على تحرير وإعداد مجلة التربية.
- رئيس لجنة البعثات.

أما على المستوى العلمي فقد حصل على جائزة أحسن مدرس بكلية الهندسة العام 2000 وشهادة التفوق العلمي (شهادة عيد العلم 1982 - 1991 - 1997). قدم عددا كبيرا من التقارير وأوراق العمل المنجزة في مؤتمرات ومجلات دورية.
في 24 أبريل 2007 صدر المرسوم الملكي رقم (44) لسنة 2007م بتعيين إبراهيم رئيسا لجامعة البحرين لمدة أربع سنوات ليصبح بذلك الرئيس السادس لها. وبعد إتمامه أربع سنوات في إدارة الجامعة صدرت يوم الأحد 24 يوليو 2011 الإرادة الملكية السامية بالتجديد لإبراهيم لرئاسة جامعة البحرين لمدة أربع سنوات تالية ليكون أول رئيس لجامعة البحرين يكمل فترتين رئاسيتين. وقد ظل رئيسا حتى 2016.
بعد أن انتهت فترة عمله رئيسا للجامعة يشغل إبراهيم منذ ديسمبر 2015 منصب الرئيس التنفيذي لصندوق العمل «تمكين». ظل في هذا المنصب حتى مارس 2021.

## جدل

### احتجاجات 2011
في 14 فبراير 2011 قامت احتجاجات من قبل الشيعة واليساريين والتي بدأت سلمية ثم تحولت إلى العنف والمطالبة بإسقاط النظام الحاكم حتى خمود الاحتجاجات بدخول قوات درع الجزيرة وفرض الأمن والاستقرار في البلاد في فترة السلامة الوطنية في 16 مارس 2011.
وشهدت أثناء الأحداث حوادث عنف داخل الحرم الجامعي في جامعة البحرين أثناء رئاسة إبراهيم أدت إلى إيقاف الدراسة فيها. ففي 13 مارس 2011 دخلت الجامعة حافلات وسيارات نوع ساكسويل وعليها أشخاص لديهم أسحلة بيضاء وهراوات وعصي وأسياخ قاموا بتجاوز الحراسة الخاصة بالجامعة بالقوة ومن ثم قاموا بمحاصرة المبنى الذي كان الطلاب متجمعين فيه بحسب توجيهات الأمن. قام الطلاب المحاصرون الذين كانوا يقاربون حوالي 60 طالب بتجميع الكراسي والطاولات على الأبواب حتى يمنعونهم من اقتحامها وكانت الأحجار هي وسيلة المخربين للاعتداء فرشقوا المبنى بها وأصابت بعض الطلاب وتم هذا والطلاب يرون الأعداد المهولة وهم يحشدون الطاولات والكراسي على الأبواب خوفا من أن يصل إليهم هذا الجمع علما بأن الأمن كان شبه غائب عن المشهد. بعد ذلك قاموا بوضع مادة تستخدم في إطفاء الحرائق على كل أبواب المبنى وكان الدخان ينبعث منها ليمتلأ بها المكان فشعر الطلاب بالاختناق بعد ذلك تمت عملية الهجوم على المبنى فلم يلحظ الطلاب إلا وهم على رؤوسهم. فهجم الإرهابيون على الطلبة المسالمين بالعصي والأسياخ بعدها قام الطلاب بالهروب إلى الطابق الثاني من المبنى لأن عددهم كان كبيرا فقاموا بإلقاء الكراسي والطاولات على السلم حتى لا يستطيعوا اللحاق بهم. قام المخربون بعد ذلك بتكسير كل ما في المبنى من أثاث وتم الاتصال بالشرطة للاستغاثة بهم. كان المخربون ما زالوا يواصلون تهجمهم بالحجارة والعصي وفي هذا التوقيت دخلت سيارات الإسعاف للمبنى الجامعي ولكنها لم تسعف الجرحى وإنما تأخذ أشخاص منهم غير مصابين. بينما أتت سيارات الإسعاف أخرى وقام المسعفون بإعطاء الطلاب الجرحى بعض اللصق والشاش فقط بعد ذلك تم نقلهم إلى المستشفى العسكري لتلقي العلاج.
في 1 أبريل 2011 قررت إدارة الجامعة فصل خمسة من الأساتذة الأكاديميين وإعطاء الإنذار النهائي لإحدى الأكاديميات وتنبيه كتابي لأكاديمية أخرى وفصل سبعة من الموظفين الإداريين وتوقيف خمسة مبتعثين للدكتوراه والطلب منهم الرجوع إلى الجامعة وتشمل القرارات أيضا العديد من الطلبة. وفي المقابل فقد عكفت إدارة الجامعة على إعادة تأهيل ما تم تخريبه جراء ما حصل في 13 مارس 2011 وقالت الإدارة: «إن بعض المباني قد جرى الإضرار بها عمدا في أعمال الشغب والتخريب التي وقعت في الجامعة وإن الأضرار التي وقعت بها كانت متفاوتة الحجم إلا أن مبنى مركز اللغة الإنجليزية (S20) كان هو الأكثر تعرضا للتخريب من حيث بنية المركز وأجهزته وأثاثه وهذا ما قد يستغرق بعض الوقت الذي لم يتضح إلى الآن مداه. في الوقت الذي سيستغرق هذا الأمر بعض الوقت فإنه من حسن الحظ أن العدد الأكبر من مباني الجامعة ومرافقها لم يتعرض للتلفيات. إننا عاكفون على تأمين الجو الملائم لعودة الدراسة فيها بإعادة هيكلة دائرة الأمن فيها وتعزيزها لضمان سير الدراسة بسلاسة مع التركيز على الجوانب النفسية التي تعيد لجميع المنتسبين الطمأنينة وبداية جديدة بعد ما حدث».
في 17 مايو 2011 قال إبراهيم لوكالة أنباء البحرين إن كلفة عودة طلبة وموظفي الجامعة إلى مواقعهم بدءا من 15 مايو كلفت الجامعة ما يقارب المليوني دينار بحريني (5.3 مليون دولار أمريكي) وذلك لتهيئة المباني المتضررة وتعزيز الإجراءات الأمنية لضمان عدم تكرار ما حدث وإعادة جدولة الدراسة في الجامعة. وأضاف أن الكلفة المباشرة لإصلاح ما تم تخريبه من مبان ومنشآت بلغت 350 ألف دينار إلا أن ما تم اتخاذه من إجراءات أمنية واحترازية لضبط الأمن في الحرم الجامعي خلال اليوم الدراسي قد فاقت هذه الكلفة بمرات. وأشار إلى أن إدارة الجامعة لجأت إلى توظيف 30 عنصر أمن إضافيين ضمن دائرة الأمن والسلامة كما ارتأت تركيب كاميرات مراقبة أمنية في كل المباني من الداخل والخارج على خمس مراحل لضمان أعلى مستويات الأمن للطلبة. وقامت إدارة الجامعة أيضا بتشييد أسوار داخلية لتعزيز حماية الجامعة على امتداد أربعة كيلومترات وحرصت على تعزيز مواقع أمن الجامعة عند البوابات بتزويدها بأجهزة للكشف عن المعادن وبناء كبائن لموظفي الأمن فضلا عن إصدار بطاقات تعريفية لجميع الطلبة والموظفين إضافة إلى كثير من الإجراءات والإضافات التي أدخلت على المباني والمنشآت في هذه الفترة التي قضاها الطلبة بعيدا عن جامعتهم لما يقارب الشهرين وزيادة على ذلك تغيير مواعيد الدراسة بما يعني دفع رواتب إضافية لفترة الصيف.
في 11 سبتمبر 2011 قام 20 أكاديمي مفصولين من جامعة البحرين بالمطالبة في خطاب رسمي مرسل لرئيس الجامعة إبراهيم جناحي بأن تنفذ الجامعة توجيهات عاهل البلاد بإرجاع الموقوفين والمفصولين من الجامعة.
في 4 يناير 2012 أعادت الجامعة 38 طالب إلى مقاعدهم الدراسية بعد أن فصلتهم على خلفية الأحداث.
في 15 فبراير 2012 قال عدد من الجامعيين المدرجين ضمن قائمة العاطلين الجامعيين (1912) إنهم فصلوا من وظائفهم التي رشحوا لها عن طريق صندوق العمل (تمكين) وذلك على خلفية الأحداث التي شهدتها البحرين.
في 1 مارس 2012 شكا 7 طلاب جامعيين يحاكمون في قضية جامعة البحرين من أنهم ممنوعون من السفر على رغم عدم إدانتهم من قبل المحكمة. وذكروا أن "السلطات ترفض السماح لنا بالسفر بشكل نهائي على رغم أننا مازلنا نحضر محاكمات لم تفضِ لتثبيت الاتهمات ضدنا وقناعتنا التامة ببراءتنا من تلك الاتهامات. أفرج عنا في شهر أغسطس 2011 وتقدم بعضنا بطلب رسمي للسماح له بالسفر في عمرة عيد الفطر ومن ثم تكرر الطلب لأداء فريضة الحج إلا أن الطلب المتكرر رفض. إن الرفض يأتي من دون إبداء أي أسباب. نحن طلبة من ضمن 114 طالب جامعي متهمون في قضية جامعة البحرين والتي تثبت الوثائق والصور وأجهزة الفيديو براءتنا التامة من جميع تلك التهم وأن 7 من الطلبة تم الحكم عليهم بالسجن لمدة 15 عام ولديهم جلسة استئناف بتاريخ 5 مارس 2012 فيما لدى البقية جلسة بتاريخ 15 مارس 2012 للمرافعة.
في 25 ديسمبر 2012 خفضت محكمة الاستئناف العليا أحكام السجن بحق 7 من المتهمين في قضية أحداث جامعة البحرين المحكومين بالسجن 6 منهم 15 سنة وآخر 18 سنة. إذ قضت بالسجن لثلاث متهمين 3 سنوات وثلاثة آخرين 5 سنوات بعدما كانوا محكومين بالسجن 15 سنة وسجن المتهم السابع 6 سنوات بدل من 18 سنة في الوقت الذي برأتهم المحكمة من تهمة الشروع بالقتل. وسبق أن أكد شهود النفي في قضية المتهمين بأحداث جامعة البحرين عدم صلة المتهمين بالواقعة وأن متهمين آخرين لم يتواجدوا في الجامعة يوم الواقعة كما بين شهود من طلبة وموظفين أنهم كانوا يشاهدون أشخاص يحملون أسلحة بيضاء وقد اشتبكوا مع آخرين في الجامعة. وتطرق عدد من المحامين إلى ما جاء في تقرير اللجنة البحرينية المستقلة لتقصي الحقائق من انتزاع الاعترافات وأمور أخرى كما بينوا أن ليس هناك أدلة مادية تدين موكليهم كما أن هناك شيوعا في الاتهام وطالب أحد الحاضرين بتغيير تهمة الشروع بالقتل لعدم وجود أي دليل أو نية للمتهمين بتلك التهمة وتحويلها لتهمة التجمهر.

### مهرجان الجاليات
في مارس 2014 أقامت جامعة البحرين حفل يمجد رئيس العراق السابق صدام حسين بعد عرض فيلم يظهر صورته ما أثار جدل واسع بين البحرينيين وعلى شبكات التواصل الاجتماعي. ونقل موقع «صوت المنامة» عن إبراهيم قوله: «سررت بما شاهدته اليوم من تنافس طلابي مبدع بين طلبتنا من مختلف الجاليات الذين سعوا لإظهار ثقافات بلدانهم وحضاراتها على أفضل وجه وهو الأمر الذي اعتدناه في جامعة البحرين منذ سنوات والذي ندعمه بقوة لما في ذلك من غنى ثقافي ومعرفي لجميع الطلبة ويسهم في رسم صورة جميلة وواقعية للطالب القادر على التعايش والتفاهم مع جميع الحضارات والثقافات وتفهمها». وتحت عنوان «سهام البحرين تطال الكويت بعد قطر وعمان» رأى موقع مرآة البحرين الشيعي المعارض في الحدث «هام أطلقتها مملكة البحرين في جهات ثلاث في ظرف يومين: كل من لم يحذُ النعل بالنعل وراء السعودية والإمارات والبحرين في سحب سفيره من الدوحة فهو هدف للاستباحة. فبعد مزاعم وزير داخليتها بتدخل قطر في شئونها الداخلية أمس وهجوم مستشار الملك على سلطنة عمان اليوم ها هي تطلق العنان لمواليها هذا اليوم أيضا للتحرش بدولة الكويت التي يجري التعويل عليها خليجيا للقيام بوساطة توقف تمدد الأزمة المتفاقمة». ورأى الموقع أن ما جرى مؤثر على نفوذ البعثيين الجالية العراقية موضحة أن الفيلم «عرضته الجالية العراقية في إطار مشاركتها بمهرجان الجاليات الذي تقيمه الجامعة سنويا والذي صادف اليوم». وعلى منصة تويتر تهافتت التغريدات المستنكرة لما شهدته جامعة البحرين وفيما استنكر كويتيون الخطوة مطالبين حكومتهم برد أبدى عدد كبير من البحرينيين استياءهم واعتذارهم عما جرى مذكرين أن الأراضي البحرينية لم تسلم من قصف طائرات الرئيس العراقي.

## الحياة الشخصية
متزوج وأب لطفلين.